# Vellassa maunieri
Vellassa maunieri är en insektsart som beskrevs av Luisa Eugenia Navas 1924. Vellassa maunieri ingår i släktet Vellassa och familjen myrlejonsländor. Inga underarter finns listade i Catalogue of Life.